# Castell de Montellà
El Castell de Montellà és un edifici de Montellà i Martinet (Baixa Cerdanya) declarat Bé Cultural d'Interès Nacional.

## Descripció
El Castell de Montellà estava situat al turó que domina el poble, a 1158 metres d'altitud. Les seves restes són difícils d'identificar, ja que sobre elles es bastí una casa.
A l'est es conserven vestigis de ruïnes de murs de la torre de la presó i a l'oest restes de muralles.

## Història
Estava situat a l'encreuament de l'antiga strata ceretana amb l'antic camí de Berga pel Cadí.
L'antic castell de Montellà fou de la senyoria del capítol d'Urgell. Tingué un paper destacat en les lluites entre els poderosos vescomtes de Castellbó i els dinastes del comtat (els comtes i bisbes d'Urgell i els barons de Pinós).